# Grande Petite
Pour plus de détails, voir Fiche technique et Distribution.
Grande petite est un film français réalisé par Sophie Fillières, sorti en 1994.

## Fiche technique
- Titre : Grande petite
- Réalisation : Sophie Fillières
- Scénario : Sophie Fillières
- Production : Claude Kunetz, Paris New York Production
- Musique : René-Marc Bini
- Pays d'origine :  France
- Format : couleurs - Dolby
- Genre : comédie dramatique
- Durée : 105 minutes
- Date de sortie : 1994

## Distribution
- Judith Godrèche : Bénédicte
- Hélène Fillières : Laurence
- Emmanuel Salinger : Paul
- Hugues Quester : Henri
- Philippe Demarle : Pierre
- Roger Knobelspiess : L'oncle